# Cmentarz rzymskokatolicki w Hannie
Cmentarz rzymskokatolicki w Hannie – cmentarz znajdujący się w miejscowości Hanna, w województwie lubelskim, w powiecie włodawskim, w gminie Hanna. Znajduje się tu drewniana kaplica św. Anny z 1880 r. oraz groby, z których najstarsze pochodzą z XIX w.
Na miejscu wcześniejszego cmentarza, przy drodze do wsi Dańce, leży kamień ze starosłowiańskim napisem wykonanym cyrylicą.